# التقسيم الإداري في ويلز
لأعراض الحكومة المحلية تم تقسيم ويلز في الأول من أبريل عام 1996 إلى 22 منطقة رئيسية ذات طبقة واحدة (single-tier principal areas). المجالس المنتخبة لهذه المناطق مسؤولة عن الإشراف على خدمات الحكومة المحلية وتشمل التعليم والعمل الاجتماعي وحماية البيئة وصيانة وإنشاء الطرق. وتحت هذا المستوى يوجد تقسيم يسمى مجلس المجتمعات (community councils) المنتخب وقد آلت جوانب محددة من تطبيق السياسات المحلية (لايوجد في جميع أجزاء المناطق الرئيسية).
المناطق الرئيسية تتعدد من مقاطعة (county) أو بورو مقاطعة (county borough) أو مدينة (city) أو مدينة ومقاطعة (city and county)، بعض وسائل الإعلام مثل البي بي سي لا تستعمل هذه التسمية وتطلق على كل المناطق الاثنان والعشرين بكلمة «مقاطعة» (county).
الملكة عينت لورد نائب لتمثيلها في كل من الثمانية مقاطعات لويلز، كل مقاطعة تشريفية تمثل تجمع عدة مناطق الرئيسية، وهذه المقاطعات تستخدم للأغراض التشريفية.
التقسيمات في ويلز استخدمت لأغراض مثل الإشراف على الشرطة وخدمات الطوارئ وتنظيم الخدمات الوطنية للصحة وتتكون من مجموعة مناطق رئيسية. على سبيل المثال شرطة دايفد-بوويز (Dyfed-Powys) تغطي المناطق الرئيسية التالية: بوويز (Powys) وبيمبروكشاير (Pembrokeshire) وسرديجون (Ceredigion) وكماذنشير (آخر 3 مناطق رئيسية تمثل دايفد Dyfed).
في أبريل 2013 تم الأعلان عن دراسة كبيرة لتنظيم الحكومة المحلية في ويلز تقوم به لجنة حكومة الخدمات العامة (Commission on Public Service Governance) بقيادة السير بول ويليامز (Sir Paul Williams). تقرير اللجنة نشر في يناير 2014 وأوصت بتقليص عدد مجالس المناطق الرئيسية إلى ما بين 10 إلى  12 وحدة.

## المدن
توجد 6 مدن بالإجمالي في ويلز بالإضافة إلى ثلاث مناطق رئيسية بصفة مدينة وهي كارديف (Cardiff) وسوانزي (Swansea) ونيوبورت (Newport) وكذلك المجتمعات التالية تحمل هذه الصفة وهي بانغور (Bangor) وسانت ديفيدز (St David's) وسانت آساف (St Asaph). تحدد صفة المدينة بواسطة براءة التمليك.
.
- بانغور - غير محدد
- كارديف 1905
- سوانزي 1969
- سانت ديفيدز وكثدرالية كلوز 1994
- نيوبورت 2002
- سانت آساف 2012

سانت آساف، تمثل الأسقفية، تاريخياً يشار إليها كمدينة ووصفت كذلك في موسوعة بريتانيكا في عام 1911. ولم يتم الأعتراف رسمياً بهذه الصفة ولكن عندما تم استعادة هذه الصفة لسانت ديفيدز في عام 1994 شجع مجلس البلدة لسانت آساف لتقديم طلب لنفس الغرض. تم رفض الطلب لعدم وجود دليل لأي من الوثائق أو براءة تمليك في السابق تدل على هذه الصفة. وكذلك طلبات في عام 2000 وعام 2002 رفضت. وتم إعطاء صفة مدينة في عام 2012 خلال اليوبيل الماسي لجلوس إليزبيث الثانية على العرش حين فازت سانت آساف بوسام الفروسية.

## المناطق الرئيسية لويلز
توجد 22 منطقة رئيسية في ويلز. أنشئت هذه المناطق في الأول من أبريل عام 1994 بفضل قانون الحكومة المحلية (ويلز) لعام 1994. تم تحديد أسماء 11 كمقاطعة وتشمل المدن ومقاطعة كارديف ومقاطعة سوانزي و11 بورو مقاطعة. في عام 2002 نيوبورت تم منح نيوبورت صفة مدينة وأصبح يطلق على بورو مقاطعة نيوبورت أسم «مدينة نيوبورت».
| الخريطة | الاسم العربي                  | الاسم الإنجليزي          | الاسم الويلزي |
| --- | ----------------------------- | ------------------------ | ------------- |
| |                               |                          |               |
| بلايناو غونت ♜                                                                                                | Blaenau Gwent                 |                          |               |
| بريدجإند ♜ | Bridgend County Borough       | Pen-y-bont ar Ogwr       |               |
| كرفيلي ♜ | Caerphilly County Borough     | Caerffili                |               |
| كارديف ♕ | Cardiff                       | Caerdydd                 |               |
| كماذنشير ♜ | Carmarthenshire               | Sir Gaerfyrddin          |               |
| سرديجون ❦ | Ceredigion                    |                          |               |
| كونوي ♜ | Conwy County Borough          |                          |               |
| دنبيشاير ❦ | Denbighshire                  | Sir Ddinbych             |               |
| فلينتشاير ❦                                                                                                   | Flintshire                    | Sir y Fflint             |               |
| غويند ❦ | Gwynedd                       |                          |               |
| جزيرة أنغلسي ❦                                                                                                | Isle of Anglesey              | Ynys Môn                 |               |
| ميرثير تيدفيل ♜                                                                                               | Merthyr Tydfil County Borough | Merthyr Tudful           |               |
| مونمثشير ❦ | Monmouthshire                 | Sir Fynwy                |               |
| نيث بورت تالبوت ♜                                                                                             | Neath Port Talbot             | Castell-nedd Port Talbot |               |
| نيوبورت ♜ | Newport                       | Casnewydd                |               |
| بيمبروكشاير ❦                                                                                                 | Pembrokeshire                 | Sir Benfro               |               |
| بوويز ❦ | Powys                         |                          |               |
| روندا كنون تاف ♜                                                                                              | Rhondda Cynon Taf             |                          |               |
| سوانزي ♕ | Swansea                       | Abertawe                 |               |
| تورفاين ♜ | Torfaen                       | Tor-faen                 |               |
| فال أوف غالمورغن ♜                                                                                            | Vale of Glamorgan             | Bro Morgannwg            |               |
| ريكسهام ♜ | Wrexham County Borough        | Wrecsam                  |               |
| الرمز ❦ يدل على مقاطعة والرمز ♕ يدل على مدينة والرمز ♜ يدل على بورو مقاطعة. مراكز مجالس المناطق باللون الأصفر |                               |                          |               |

## تغير الأسماء
تختلف الأسماء الحالية لمناطق الوحدات الوحدوية من الأسماء التي ذكرت في قانون الحكومة المحلية (ويلز) لعام 1994. التغيرات التالية فعالة من الثاني أبريل عام 1996 :
- كونوي (Conwy) منأبركونوي وكولوين (Aberconwy and Colwyn)
- جزر أنغلسي (Isle of Anglesey) من أنغلسي (Anglesey)
- غويند (Gwynedd) من كارنارفونشير وميرونيثشاير (Caernarfonshire and Merionethshire)
- سرديجون (Ceredigion) من كارديغانشاير (Cardiganshire)
- نيث بورت تالبوت (Neath Port Talbot) مننيث وبورت تابلوت (Neath and Port Talbot)

## الحوكمة
بالمجمل العام مع المجالس في كل بقية أنحاء المملكة المتحدة تدار المجالس الويلزية بمستشارين منتخبين. ولكن بسبب الصراع السياسي والتاريخ الضعيف للإداء الحكومي السلطة التنفيذية لمجلس جزر أنجلزي سحبت مؤقتاً بواسطة مفوضين معينين من قبل مجلس الحكومة الويلزية. وتم تأخير الأنتخابات المقررة في عام 2012 إلى عام 2013.

## المقاطعات التشريفية
قسمت ويلز إلى مناطق تشريفية وشريفية لأغراض التشريفية، عدد هذه المناطق 8 مقاطعات أنشئت على أساس مقاطعات قانون الحكومة المحلية 1972 والذي استخدم للحكومة المحلية وخدم أغراض أخرى ما بين عام 1974 إلى حين تم إبطالها في عام 1996.

## المقاطعات التاريخية
المقاطعات التاريخية لويلز هي مقاطعات قديمة لويلز، استخدمت لأغراض عدة على مر مئات السنين. الأقدم من هذه المقاطعات يعود إلى تاريخ 1138، وتم تبعها مقاطعات أنشئت في عام 1282 و1535. وكانت وحدة التقسيم الرئيسية في ويلز من عام 1889 إلى عام 1974 حين تم تطبيق قانون الحكومة المحلية لعام (ويلز) 1972.

## المجتمعات
أدنى مستوى للتقسيم الإداري هي المجتمعات والتي هي تقسيم للمناطق الرئيسية. وقد تحتوى على مجلس مجتمع منتخب يؤدي عددا من الأدوار مثل تقديم الخدمات المحلية وو تمثيل المجتمعات للوحدة الأعلى في التقسيم الإداري (إلى المنطقة الرئيسية). ويعادل مجلس المجتمع في ويلز مجلس الإبريشية في إنجلترا. مجلس المجتمع بإمكانه أن يصبح مجلس البلدة إذا أراد ذلك. مجالس المجتمعات الثلاثة بصفة مدينة هم كالأتي: بانغور وسانت آساف وسانت دايفيدز وشارع الكاثيدرالية، ويعرفون باسم مجلس المدينة. المجتمعات صغيرة لكي تحتوى على مجلس ولديهم أجتماع مجتمع بدالا من مجلس وهو مثال على الديموقراطية المباشرة. 

## الشرطة وخدمات الإطفاء

### قوة الشرطة
توجد 4 قوات شرطة في ويلز وهي مقسمة كالأتي:
|  | 1. شرطة شمال ويلز (Heddlu Gogledd Cymru) 2. شرطة ديفد-وويز (Heddlu Dyfed-Powys) 3. شرطة جنوب ويلز (Heddlu De Cymru) 4. شرطة غونت (Heddlu Gwent) |

### خدمات الإطفاء والإنقاء
توجد ثلاث وحدات خدمات الإطفاء والإنقاذ في ويلز. خدمات إطفاء ويلز الحالية بدأت من عام 1996. كل منها يغطي عدد من المناطق الرئيسية وهي كالتي:
|  | 1. خدمة إطفاء وإنقاذ شمال ويلز (Gwasanaeth Tân ac Achub Gogledd Cymru) 2. خدمة إطفاء وإنقاذ وسط وغرب ويلز (Gwasanaeth Tân ac Achub Canolbarth a Gorllewin Cymru) 3. خدمة إطفاء وإنقاذ جنوب ويلز (Gwasanaeth Tân ac Achub De Cymru) |

## أقاليم إحصائية (يوروستات)
قسمت مديرية الإحصاء في مفوضية الأتحاد الأوروبي (يوروستات) ويلز إلى إقليم يحمل الرمز "UKL" وصنفت ويلز على أنها أقليم من المستوى الأول. وكانت الرموز كالأتي:
| NUTS 1                                         | الرمز | NUTS 2                   | الرمز | NUTS 3 | الرمز |
| ---------------------------------------------- | ----- | ------------------------ | ----- | ------ | ----- |
| ويلز                                           | UKL   | غرب ويلز والوديان        | UKL1  | أنجلزي | UKL11 |
|                                                |       | غرب ويلز والوديان        | UKL1  | غويند  | UKL12 |
| كونوي، دنبيشاير                                | UKL13 | غرب ويلز والوديان        | UKL1  |        |       |
| جنوب غرب ويلز (سرديجون، كماذنشير، بيمبروكشاير) | UKL14 | غرب ويلز والوديان        | UKL1  |        |       |
| الوديان الوسطى (ميرثير تيدفيل، روندا كنون تاف) | UKL15 | غرب ويلز والوديان        | UKL1  |        |       |
| وديان غونت (بلايناو غونت، كرفيلي، كارديف)      | UKL16 | غرب ويلز والوديان        | UKL1  |        |       |
| بريدجإند، نيث بورت تالبوت                      | UKL17 | غرب ويلز والوديان        | UKL1  |        |       |
| سوانزي                                         | UKL18 | غرب ويلز والوديان        | UKL1  |        |       |
| شرق ويلز                                       | UKL2  | مونمثشير، نيوبورت        | UKL21 |        |       |
| شرق ويلز                                       | UKL2  | كارديف، فال أوف غالمورغن | UKL22 |        |       |
| شرق ويلز                                       | UKL2  | فلينتشاير، ريكسهام       | UKL23 |        |       |
| شرق ويلز                                       | UKL2  | بوويز                    | UKL24 |        |       |

## لجنة ويليامز
في أبريل 2013 تم الإعلان عن دراسة كبيرة لتنظيم الحكومة المحلية في ويلز تقوم به لجنة حكومة الخدمات العامة (Commission on Public Service Governance) بقيادة السير بول ويليامز (Sir Paul Williams). الوزير الأول كاروين جونز لويلز (Carwyn Jones) قال:«بما أن ميزانية القطاع العام يتم تقليصها، والطلبات تضغط النمو، هناك حاجة ملحة لفحص كيفية إبقاء الخدمات وزيادة معايير الأداء، لكي يتمكن الناس في ويلز من تقلى والتأثير على الخدمات العامة التي يحتاجونها ويقدرونها.»
خرجت اللجنة في العشرين من يناير عام 2014 بتقرير. أوصت في التقرير أن يتم تقليص عدد المجالس عن طريق دمجها بدلاً من تغير حدودها من 22 وحدة إلى 10 أو 11 أو 12. وأقترحت أن تكلفة الدمج يمكن تقدم عن طريق التوفير لمدة سنتان.
قال الوزير الأول لويلز كاروين جونز: «هذا التقرير يعالج العديد من القضايا الحساسة التي تأتي في وقت الحاجة إلى الخدمات العامة تجاوزت المصادر المتوفرة لتقديم هذه الخدمات. كنت دائماً واضحاً بأن الوضع الراهن لم يعد خيار متوفر لنا. التغير حتمي وأساسي لكي تتمكن خدماتنا العامة من أن تصبح فعالة وكافية ومتاحة وسريعة الاستجابة». جانيت فينش-سوندرز (Janet Finch-Saunders) وزير الظل للحكومة المحلية قالت: «الذي يهم الغالبية العظمى من العائلات العاملة ليس الهيكل للحكومة المحلية ولكن الخدمات التي تقدمها الحكومة المحلية فعالة وبأسعار مقبولة...نعتقد بأن الخدمات العامة يجب أن تقدم محلياً لكي يتمكن دافعي الضرائب من محاسبة الممثل المحلي لما يحدث في مجتمعهم». روجري غلين توماس (Rhodri Glyn Thomas) من حزب ويلز بلايد كيمري (Plaid Cymru) علق قالاً: «حجم الأدلة التي قدمت للجنة ويليامز تظهر بأنه إذا أراد الناس في ويلز تلقى الخدمات العامة التي يريدونها ويستحقونها فأنه يجب أن يكون هناك تحسين جذري في طرق تقديم هذه الخدمات.»

## روابط خارجية
- تقرير لجنة ويليامز يناير 2014
 [وصلة مكسورة]
- LocalGov.co.uk - أخبار جديدة لحكومة المملكة المتحدة المحلية ويشمل إعادة التنظيم.
- خريطة مقاطعات المملكة المتحدة والسلطات الوحدوية الإدارية.
- خريطة السلطات المحلية للمملكة المتحدة